# Brianna Decker
Brianna Decker (* 13. Mai 1991 in Dousman, Wisconsin) ist eine ehemalige US-amerikanische Eishockeyspielerin und heutige -trainerin, die zwischen 2008 und 2022 der Frauen-Eishockeynationalmannschaft der Vereinigten Staaten angehörte und mit dieser sechsmal Weltmeisterin sowie 2018 Olympiasiegerin wurde. Seit 2025 ist sie Mitglied der Hockey Hall of Fame.

## Karriere
Decker besuchte zunächst bis 2009 die High School der Shattuck-Saint Mary’s in Faribault im US-Bundesstaat Minnesota. Während dieser Zeit hatte die Stürmerin in den Jahren 2008 und 2009 mit der US-amerikanischen Nationalmannschaft an der U18-Frauen-Weltmeisterschaft teilgenommen. Dort sicherte sie sich bei beiden Ausgaben des Turniers den Weltmeistertitel. Im Rahmen des Turniers des Jahres 2009 war Decker beste Torschützin.

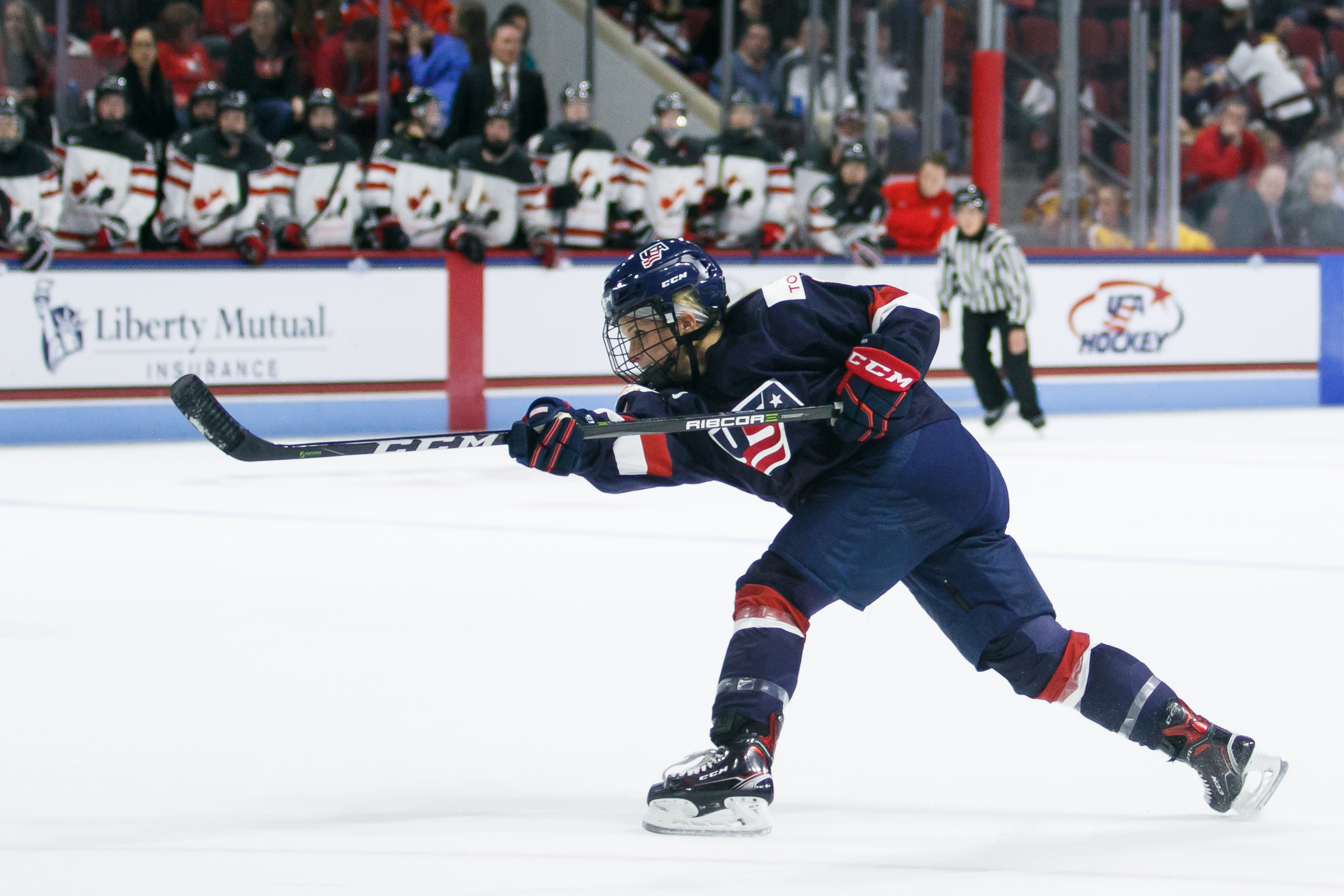
Decker im Trikot des US-amerikanischen Nationalteams

Mit Beginn des Schuljahres 2009/10 besuchte Decker für die folgenden fünf Jahre die University of Wisconsin–Madison, mit deren Eishockeyteam sie parallel zu ihrem Studium in der Western Collegiate Hockey Association, einer Division im Spielbetrieb der National Collegiate Athletic Association, antrat. In ihrer Rookiesaison konnte die US-Amerikanerin sowohl die Meisterschaft der WCHA als auch den nationalen Landestitel der NCAA mit dem Universitätsteam erringen. Gekrönt wurde die Spielzeit 2010/11 mit der erstmaligen Nominierung für die Nationalmannschaft der Vereinigten Staaten und der Teilnahme an der Weltmeisterschaft 2011. Diese endete mit dem Gewinn der Goldmedaille. Ihr Debüt für das US-Team gab Decker im Alter von 17 Jahren im Rahmen des 4 Nations Cup 2008.
Deckers Erfolgssträhne ebbte in der Folge nicht ab. Am Ende des Spieljahres 2011/12 verpasste die Mannschaft der University of Wisconsin–Madison zwar ihre Titel zu verteidigen, die Angreiferin sicherte sich aufgrund ihrer Leistungen aber den prestigeträchtigen Patty Kazmaier Memorial Award als beste Collegespielerin der Vereinigten Staaten. Zudem fügte sie ihrer Titelsammlung bei der Weltmeisterschaft 2012 eine Silbermedaille hinzu. Am Ende der Saison 2012/13 schloss Decker ihr Studium ab und gewann als Mitglied des US-Teams – mit ihr als bester Torschützin des Turniers – erneut die Goldmedaille bei der Weltmeisterschaft. Anschließend wechselte sie in den US-amerikanischen Eishockeyverband USA Hockey, um sich im Verlauf der Saison 2013/14 gezielt auf die Olympischen Winterspiele 2014 in Sotschi vorzubereiten. Diese endeten mit dem Gewinn der Silbermedaille.
Im Sommer 2014 erfolgte der Wechsel in den Profibereich. Die Stürmerin schloss sich den Boston Blades aus der Canadian Women’s Hockey League an, die sie zum Gewinn des Clarkson Cups führte. Zudem wurde sie persönlich als Rookie of the Year ausgezeichnet. Abgerundet wurde das Ende des Spieljahres 2014/15 mit dem dritten Weltmeisterschaftsgewinn. Trotz des Erfolgs mit den Blades verließ Decker das Team und wechselte innerhalb der Stadt Boston zu den Boston Pride, die der neu gegründeten National Women’s Hockey League angehörten. Auch diese konnte sie am Saisonende zum Gewinn der Meisterschaft in Form des Isobel Cups führen. Neben der Meisterschaftstrophäe wurde die Angreiferin auch als wertvollste Spielerin der Liga ausgezeichnet. Wenige Wochen später verteidigte sie auch mit dem Nationalteam den im Vorjahr errungenen Weltmeistertitel. Die Saison 2016/17 war schließlich nicht minder erfolgreich. Als wertvollste Spielerin und Topscorerin führte Decker die Pride erneut ins Meisterschaftsfinale, das diesmal allerdings verloren ging. Mit den US-Amerikanerinnen konnten sie auf internationaler Ebene ebenso glänzen. Angeführt von Decker gewannen die US-Girls erneut die Weltmeisterschaft – gleichbedeutend mit ihrem persönlich fünften Titelgewinn. Als beste Stürmerin und wertvollste Spielerin drückte Decker dem Turnier ihren Stempel auf. Im Herbst 2017 kehrte die Offensivspielerin dann – wie schon vier Jahre zuvor – zu USA Hockey zurück, um die Vorbereitung auf die Olympischen Winterspiele 2018 in Pyeongchang zu beginnen, bei denen sie mit den US-Amerikanerinnen die Goldmedaille gewann.
In der Saison 2018/19 spielte sie für die Calgary Inferno aus der Canadian Women’s Hockey League und gewann 2019 den Clarkson Cup mit dem Club. Zudem wurde sie als wertvollste Spielerin (MVP) der CWHL-Playoffs ausgezeichnet.
2019 wurde die CWHL aufgelöst, seither spielt Decker für das Team Calgary der Professional Women’s Hockey Players Association bei Promotions-Turnieren. 2021 gewann sie mit dem Team USA die Silbermedaille bei der Weltmeisterschaft und wurde im Januar 2022 für die Olympischen Winterspiele 2022 in Peking nominiert. Im ersten Drittel des ersten Turnierspiels erlitt Decker eine Beinverletzung und verpasste den Rest des olympischen Eishockeyturniers. Ein Jahr später, im März 2023, beendete sie ihre aktive Karriere offiziell, in der sie 81 Tore und 170 Scorerpunkte in 147 Länderspielen erreicht hatte. Darüber hinaus war sie mit 68 Scorerpunkten bei Weltmeisterschaften auf Platz 3 aller US-Amerikanerinnen in dieser Kategorie. Zudem ist sie seit 2022 als Trainerin an der Shattuck-Saint Mary’s Highschool als Assistenztrainerin beschäftigt und seit 2023 Assistenztrainerin der U18-Frauen-Nationalmannschaft der USA.
Im Jahre 2025 wurde sie mit der Aufnahme in die Hockey Hall of Fame geehrt.

## Erfolge und Auszeichnungen
- 2024 Aufnahme in die United States Hockey Hall of Fame[7]
- 2025 Aufnahme in die Hockey Hall of Fame

### College, CWHL und NWHL
| - 2011 WCHA-Meisterschaft mit der University of Wisconsin–Madison - 2011 NCAA-Division-I-Championship mit der University of Wisconsin–Madison - 2012 Patty Kazmaier Memorial Award - 2015 CWHL Rookie of the Year - 2015 CWHL First All-Star Team - 2015 CWHL All-Rookie Team - 2015 Clarkson-Cup-Gewinn mit den Boston Blades - 2015 Beste Stürmerin des Clarkson Cups | - 2016 Teilnahme am NWHL All-Star Game - 2016 Isobel-Cup-Gewinn mit den Boston Pride - 2016 NWHL Most Valuable Player - 2017 Teilnahme am NWHL All-Star Game - 2017 Topscorerin der NWHL - 2017 NWHL Most Valuable Player - 2019 Clarkson-Cup-Gewinn mit den Calgary Inferno - 2019 Clarkson-Cup-Playoffs Most Valuable Player |

### International
| - 2008 Goldmedaille bei der U18-Frauen-Weltmeisterschaft - 2009 Goldmedaille bei der U18-Frauen-Weltmeisterschaft - 2009 Beste Torschützin der U18-Frauen-Weltmeisterschaft (gemeinsam mit Kendall Coyne) - 2011 Goldmedaille bei der Weltmeisterschaft - 2012 Silbermedaille bei der Weltmeisterschaft - 2012 Beste Plus/Minus-Statistik der Weltmeisterschaft - 2013 Goldmedaille bei der Weltmeisterschaft - 2013 Beste Torschützin der Weltmeisterschaft - 2013 All-Star-Team der Weltmeisterschaft - 2014 Silbermedaille bei den Olympischen Winterspielen - 2014 Beste Plus/Minus-Statistik der Olympischen Winterspiele (gemeinsam mit Kendall Coyne und Amanda Kessel) - 2015 Goldmedaille bei der Weltmeisterschaft - 2015 Beste Vorlagengeberin der Weltmeisterschaft mit (gemeinsam mit Monique Lamoureux und Anne Schleper) - 2015 Beste Plus/Minus-Statistik der Weltmeisterschaft (gemeinsam mit Kendall Coyne und Hilary Knight) | - 2015 All-Star-Team der Weltmeisterschaft - 2016 Goldmedaille bei der Weltmeisterschaft - 2017 Goldmedaille bei der Weltmeisterschaft - 2017 Beste Vorlagengeberin der Weltmeisterschaft - 2017 Beste Plus/Minus-Statistik der Weltmeisterschaft (gemeinsam mit Monique Lamoureux-Morando) - 2017 Wertvollste Spielerin der Weltmeisterschaft - 2017 Beste Stürmerin der Weltmeisterschaft - 2017 All-Star-Team der Weltmeisterschaft - 2018 Goldmedaille bei den Olympischen Winterspielen - 2019 Goldmedaille bei der Weltmeisterschaft - 2021 Silbermedaille bei der Weltmeisterschaft - 2022 Silbermedaille bei den Olympischen Winterspielen |

## Karrierestatistik

### International
Vertrat die USA bei:
| - U18-Frauen-Weltmeisterschaft 2008 - U18-Frauen-Weltmeisterschaft 2009 - Weltmeisterschaft 2011 - Weltmeisterschaft 2012 - Weltmeisterschaft 2013 - Olympischen Winterspielen 2014 - Weltmeisterschaft 2015 | - Weltmeisterschaft 2016 - Weltmeisterschaft 2017 - Olympischen Winterspielen 2018 - Weltmeisterschaft 2019 - Weltmeisterschaft 2021 - Olympischen Winterspielen 2022 |

(Legende zur Spielerstatistik: Sp oder GP = absolvierte Spiele; T oder G = erzielte Tore; V oder A = erzielte Assists; Pkt oder Pts = erzielte Scorerpunkte; SM oder PIM = erhaltene Strafminuten; +/− = Plus/Minus-Bilanz; PP = erzielte Überzahltore; SH = erzielte Unterzahltore; GW = erzielte Siegtore; 1 Play-downs/Relegation; Kursiv: Statistik nicht vollständig)